# Révolte de l'Alt Llobregat
Les historiens appellent Révolte de l'Alt Llobregat ou Événements de Fígols de 1932 (en catalan Revolta de l'Alt Llobregat ou Fets de Fígols de 1932) la grève générale de caractère révolutionnaire qui a lieu entre les 18 et 23 janvier 1932 dans les secteurs de la mine et du textile.
La révolte commence à Berga et atteint les mines de Fígols où les anarchistes proclament le communisme libertaire.
Une fois la grève révolutionnaire déclarée, le mouvement se propage vers d'autres localités minières comme Balsareny, Sallent, Cardona et Súria, où les grévistes sont maîtres de la situation. La répression de l'Etat fut féroce et atteignit jusqu'au révolutionnaire Buenaventura Durruti.
L'anarchosyndicaliste de la CNT Juan García Oliver qualifie l'expérience de "gymnastique révolutionnaire". Quant à Jaime Balius, impressionné par cette révolte, il adhère à l'anarchosyndicalisme.
Le gouvernement de la République espagnole ordonne l'intervention de l'armée. La ville de Manresa reste occupée par l'armée comme centre des opérations afin de contrôler le reste de la comarque. De nombreux mineurs insurgés sont arrêtés, emprisonnés et parfois déportés en Afrique.

## Raisons de la grève
La grève est le résultat de la situation économique de la région et du reste du pays. De grandes expectatives de changements radicaux s'étaient formées dans les milieux ouvriers à la suite de l'avènement de la Seconde République espagnole en 1931. En Catalogne, les anarchistes radicaux étaient majoritaires dans la Confédération Nationale du Travail ce qui augmentait les conflits sociaux. Cette révolte de l'Alt Llobregat allait aussi marquer une distance au sein de la CNT entre le secteur purement syndicaliste et les tendances plus anarchistes, les deux secteurs ayant des buts et des stratégies différentes.
Le Musée des Mines de Cercs propose en 2009 un documentaire de 16 minutes qui décrit cette révolte de 1932, quatre ans avant la Révolution sociale espagnole de 1936.